# Колоколов, Сергей Викторович
Серге́й Ви́кторович Ко́локолов (11 апреля 1962, Херсон — 25 сентября 2008, там же) — советский гребец-байдарочник, выступал за сборную СССР в первой половине 1980-х годов. Двукратный чемпион мира, восьмикратный чемпион национальных первенств, победитель и призёр многих международных турниров. На соревнованиях представлял спортивное общество «Буревестник», заслуженный мастер спорта СССР (1982).

## Биография
Сергей Колоколов родился 11 апреля 1962 года в Херсоне. Активно заниматься греблей начал в раннем детстве, состоял в спортивной команде всесоюзного общества «Буревестник». Первого серьёзного успеха добился в 1981 году, когда впервые выиграл золотую медаль на первенстве Советского Союза, в составе четырёхместной байдарки победил всех соперников на дистанции 1000 метров. Благодаря череде удачных выступлений удостоился права защищать честь страны на чемпионате мира в английском Ноттингеме, вместе с такими гребцами как Александр Ермилов, Николай Баранов, Василий Силенков и Александр Волковский завоевал серебряную медаль на километровой дистанции и золотую на десятикилометровой.
Год спустя Колоколов выиграл две золотые медали национального первенства, был лучшим в гонках байдарок-четвёрок на пятьсот и тысячу метров. Побывал на первенстве мира в Белграде, откуда привёз золотую награду полукилометровой программы — при этом его партнёрами были Сергей Кривошеев, Игорь Гайдамака и Александр Водоватов. По итогам сезона 1982 года, как и все члены чемпионского экипажа, удостоен почётного звания «Заслуженный мастер спорта СССР». Ещё через год, когда их команду пополнили Сергей Чухрай и Артурас Вета, снова добился звания национального чемпиона на дистанциях 500 и 1000 метров. На чемпионате мира в финском Тампере новым составом они выиграли серебро в полукилометровом заплыве и бронзу в километровом. Рассматривался как основной кандидат на участие в летних Олимпийских играх в Лос-Анджелесе, однако руководство страны по политическим причинам бойкотировало эту Олимпиаду.
В 1984 году на всесоюзном первенстве Сергей Колоколов выиграл с четвёркой дистанцию 10000 метров, в следующем сезоне повторил это достижение, однако на международном уровне в число призёров не попадал. Последнюю крупную победу одержал в сезоне 1987 года, победив на тех же десяти километрах — вскоре после этих соревнований принял решение завершить карьеру спортсмена и перешёл на тренерскую работу.
Имел высшее образование, окончил Херсонский государственный педагогический институт, где обучался на общетехническом факультете. Умер 25 сентября 2008 года в Херсоне, похоронен в мемориальном комплексе «Аллея Славы».